# Office Depot
Office Depot est une entreprise spécialisée dans les fournitures de bureau. Fondée en 1986 en Floride (États-Unis), Office Depot compte 66 000 collaborateurs et plus de 2 200 magasins répartis dans 60 pays (dont 30 pays européens). L’entreprise a généré environ 16 milliards de dollars de chiffre d’affaires en 2014.

## Historique
En 2013, Office Depot fusionne avec Office Max. La fusion a été acceptée par les autorités de la concurrence américaine.
En février 2015, Staples annonce l'acquisition d'Office Depot pour 6,3 milliards de dollars, sous condition d'acceptation de l'offre par les autorités de la concurrence,.
En mai 2016, cette acquisition est annulée de par le blocage d'un juge fédéral, après un avis négatif de la Federal Trade Commission.
Au début de 2017, Office Depot cède sa branche européenne, incluant Office Depot France, à Aurelius Equity Opportunities. 
En avril 2017, Office Depot a finalisé la cession de ses actifs sud-coréens à Excelsior Capital Asia et prépare son désengagement d'Océanie : le groupe américain a signé un accord avec Platinum Equity afin de lui céder l'intégralité de ces actifs en Australie et Nouvelle-Zélande.
En juin 2017, Office Depot a signé un accord avec Shanghai M & G Colipu Office Supplies afin de lui céder ses activités en Chine.

## Actionnaires
| Actionnaire                | Actions    | %     |
| -------------------------- | ---------- | ----- |
| BlackRock Fund Advisors    | 74 088 085 | 13,5% |
| The Vanguard Group         | 55 298 315 | 10,1% |
| Dimensional Fund Advisors  | 46 732 156 | 8,54% |
| Hotchkis & Wiley           | 42 703 708 | 7,80% |
| Fairpointe Capital LLC     | 27 676 701 | 5,06% |
| LSV Asset Management       | 22 481 392 | 4,11% |
| SSgA Funds Management      | 18 715 609 | 3,42% |
| Towle & Co.                | 12 235 276 | 2,24% |
| Northern Trust Investments | 11 823 488 | 2,16% |
| Paulson & Co.              | 10 000 000 | 1,83% |

## En Europe
Début 2017, Aurelius Equity Opportunities rachète Office Depot Europe. Le fonds d'investissement est basé en Allemagne et son activité est particulièrement diversifiée : technologies de l'information, services aux entreprises, industrie, produits chimiques, biens de "consommation et de style de vie".
En 2017 la filiale française Office Depot France a atteint un chiffre d'affaires de 327 millions d'euros mais avec un résultat négatif de 11 millions d'euros.
Le 5 février 2021, Office Depot Europe annonce le placement en redressement judiciaire de sa filiale Office Depot France avec une perte de 20 % de son chiffre d'affaires en 2020. Le CSE juge qu'Office Depot France est victime de la gouvernance d'Aurelius, actionnaire d'Office Depot Europe, un « fonds vautour », et s'inquiète pour les 1 750 salariés présents dans les 60 magasins de l'hexagone. Le 28 septembre 2021, l'entreprise est liquidée par le tribunal de commerce de Lille, provoquant le licenciement de 963 salariés. Cependant, 50 des 60 magasins et leurs salariés ayant été repris par le groupe Alkor le 3 juin 2021 poursuivent leur activité et conservent l'usage de la marque Office Depot en France. 